# Macrostomus perpulchrus
Macrostomus perpulchrus är en tvåvingeart som beskrevs av Mario Bezzi 1909. Macrostomus perpulchrus ingår i släktet Macrostomus och familjen dansflugor. Inga underarter finns listade i Catalogue of Life.